# Леді Адела
Леді Адела Джафф або Адела Ханем, яку англійці називали Принцесою Хоробрих (1847, Сенендедж, Іран — 1924, Халабджа, Ірак) – курдська правителька племені Джафф, одна з перших відомих жінок-лідерок в історії Курдистану. Плем'я Джаф є найбільшим племенем в Курдистані і походить з району Загрос, який розділений між Іраном та Іраком. Адела Ханем походила з відомої аристократичної родини Сахібкеран, яка одружилася з племінними вождями Джаффа. Леді Адела мала великий вплив у справах племені Джафф на рівнині Шаразор. Британці присвоїли їй титул «Леді» за відновлення торгівлі та права в регіоні та порятунок життя сотень британських солдатів.

## Життєпис
Народилася 1847 року в правлячій сім'ї в Сенендаджі, другому за величиною місті Іранського Курдистану. Одружилася з курдським королем Османом-паші Джаффаром, штаб-квартира якого знаходилася в Халабджі. Її чоловік був пашею, і вона правила замість чоловіка за його відсутності. Її батько був великим візиром Персії, а дядьки великими візірами Османської імперії та Саудівської Аравії. Адела Джефф була однією з небагатьох жінок-правитьок у регіоні.
Англійці вторглися до німецького Османського Іраку під час Першої світової війни й завоювали його, закріпивши Мудроським перемир'ям у 1917 році. Вони бажали надати курдам автономію, створивши Мосульську комісію в 1918 році. Вони дали владу Махмуду Барзанджі, але він підняв повстання і розпочав кампанію вбивства всіх британських політичних офіцерів, призначених кожному племені в 1919 році. Британці шанували Аделу Ханем через її милосердя до британських полонених, що потрапили в полон під час вторгнення Месопотамії під час Першої світової війни. Адела Ханум Джафф надала всім британським політичним офіцерам прихисток у своїх будинках. Вона захищала їх, підтримувала, годувала. Через це вона одержала ім'я принцеса Хоробра (Princess of the Brave). Вона продовжувала правити племенем Джаффі навіть після смерті свого чоловіка Османа-паші в 1909 році. Потім майор Фрейзер надав їй титул Хан-Бахадур, назвавши її Принцесою Хороброї, і вона правила з британцями.

## Сприйняття

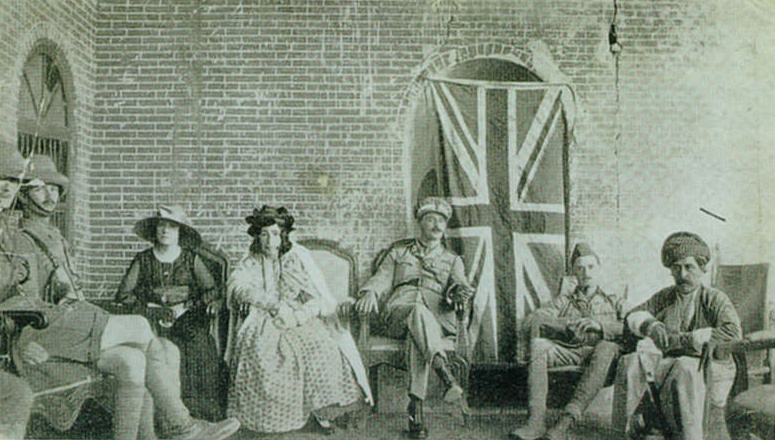
Леді Адела (в центрі), правитель Халабджі на зустрічі з генерал-майором Фрейзером у 1919 році.

Гертруда Белл, британська політикиня й письменниця, описує Аделу Ханем у листі 1921 року таким чином:
"Особливістю Халабджі є Адлах Ханум, велика леді Джефф Бег Зада, мати Ахмада Бега. Вона вдова курдського короля Осман-паші Джаффа. Вона продовжує керувати Джеффом, наскільки може, і інтригує більше, ніж ви думаєте, хтось міг; і взагалі поводиться так, як поводяться великі курдські леді. Вона часто писала мені і я поспішила покликати її після обіду. Вона красива жінка у своєму чудовому курдському одязі з чорними кучерями (пофарбованими, я так вважаю), що спадають її намальованими щоками з-під величезного головного убору. Ми довго спілкувались перською мовою, протягом бесіди мені вдалося сказати їй, наскільки добре «проживав Ірак під владою Фейсала, і запевнити, що все, що ми бажали, — щоб наші двоє дітей — Ірак та Курдистан — жили в мирі та дружбі між собою». 
Володимир Мінорський повідомив про свою зустріч з леді Аделою в районі Халабджа в 1913 році.

Майор Соане писав про неї у своїй книзі « До Месопотамії та Курдистану в маскуванні»: 
«жінка, унікальна в ісламі, своєю силою, якою вона володіє, та ефективністю, чим вона користується, як зброю в руках… У віддаленому куточку Турецької імперії, що занепадає та деградує, є одне маленьке місце, яке під владою курдської жінки піднялося із села на місто, а одна сторона пагорба, колись безплідна, зараз укрита садами; і це в міру реконструкції стародавньої держави у цьому регіоні».